# Мерсисајд дерби
Мерсисајд дерби је ривластво фудбалких клубова Ливерпул и Евертон. Ривалство је настало 1894. и носи име по области у којој се налази град Ливерпул, која је добила име по реци Мерси. Стадиони су удаљени пар стотина метара и оба се налазе у Стенли парку. Некада се ово ривалство називало Пријатељским из разлога што су многе породице имале навијаче оба клуба. Осамдесетих година ривалство престаје да буде пријатељско рађањем и уздизањем навијачке културе као и грубом игром коју потрвђује податак да је на од 1992. година на утакмицама између Ливерпула и Евертона виђено више црвених картона него на дуелима било која друга два клуба у Енглеској.

## Историја
Ривалство ова два клуба настаје 1892. година када је Ливерпул основан. Евертон је до тада играо на Енфилду када је због непостизања договора са власником тог стадиона који је подигао цену закупа стадиона са 100 на 370 фунти одлучио да направи нови стадион који ће бити у власништву клуба. Тако настаје Гудисон парк, стадион на ком и данас наступа Евертон. Тада власник напуштеног стадиона Енфилд оснива Ливерпул. Први сусрет, од до сада одиграна 236, био је 13. октобра 1894. године и тада је Евертон победио 3-0.

## Статистика и рекорди
До сада је одиграно 236 мечева између Евертона и Ливерпула. Ливерпул је победио 93 пута, Евертон 67, а 76 пута је било нерешено. Ливерпул је између 2011. и 2020. одиграо 23 утакмице без пораза против Евертона и то је најдужи низ од почетка ривалства. Утакмица са највише голова одиграна је у сезони 1932-33 а резултат је био 7-4 у корист Ливерпула. Највише голова на сусретима Ливерпула и Евертона постигао је Јан Раш. Рекордни двадесети гол постигао је 1989. године.